# Rumberley
Rumberley est la quinzième histoire de la série Les Tuniques bleues de Lambil et Raoul Cauvin. Elle est publiée pour la première fois du no 2111 au no 2130 du journal Spirou, puis en album en 1979.

## Résumé
Un énième combat particulièrement sanglant a décimé les forces nordistes comme sudistes. Une cavalerie réduite à néant, les pièces d'artillerie en morceaux, et une infanterie décimée... Le général Alexander comprend très vite qu'on ne peut pas tenir la position avec un effectif aussi affaibli. Il convient donc de se replier au plus vite pour aller chercher des renforts. Malheureusement, les multiples blessés risquent de retarder le convoi. Alexander décide donc de les envoyer dans le village de Rumberley. C'est un village sudiste, mais il pense que les villageois seront trop effrayés pour déranger les soldats. Les blessés se mettent donc en route.
Rares sont les hommes valides. On peut citer parmi eux le docteur, Blutch, et aussi le sergent Chesterfield, qui se remettra rapidement de ses blessures. D'autres soldats sont en revanche dans un état critique, notamment Stark, qui restera inanimé durant l'essentiel de l'épisode. Les soldats se réfugieront dans une grange, mais auront fort à faire pour mater la population locale, qui dispose d'armes à feu, et finit par appeler un régiment de Confédérés pour éliminer les Tuniques bleues. Quand Blutch et Chesterfield apprennent la nouvelle, ils feront tout leur possible pour retarder l'arrivée des ennemis, et permettre aux blessés de s'enfuir. Stark arrivera in extremis, chargeant avec les blessés. La bataille tournera en leur désavantage, mais, entre-temps, la ville de Rumberley prendra feu. Sous la fureur des villageois, les soldats devront cesser la bataille, s'alliant pour réparer Rumberley. Les réparations se termineront sous les tirs d'artillerie des renforts nordistes et sudistes, qui ravageront Rumberley, mettant fin à cette courte alliance...

## Personnages
- Sergent Chesterfield : grièvement blessé au début de cet album, Chesterfield se remettra toutefois rapidement de ses blessures, irrité de savoir Blutch en parfait état de santé. Il aura bien du mal à pardonner à ce dernier sa lâcheté, l'envoyant par exemple accomplir des missions risquées, comme aller chercher l'eau dans le puits en prenant le risque de se faire tirer dessus.
- Caporal Blutch : ce sceptique convaincu s'avère facilement manipulable. Alexander parvient en effet aisément à lui faire croire qu'ils rapatrient les blessés vers une position sûre. Blutch est tellement convaincu du discours du général qu'il finit même par le considérer comme un général bienveillant veillant à ses troupes. Son analyse n'est en soi pas totalement tronquée, car le général revient bel et bien à la fin de l'album pour secourir les blessés. Dans cet album, Blutch agit comme d'habitude avec poltronnerie, tout en faisant preuve de courage quand la situation l'exige. Il se dresse ainsi seul avec Chesterfield contre les Confédérés.
- Le docteur : le docteur est, avec Blutch, le seul homme sans blessures. On apprend dans cet album qu'il vient tout juste de finir ses études, et, ayant du mal à trouver une clientèle civile, n'ayant pas d'expérience, il a décidé de rejoindre l'armée. Suivant un cynique raisonnement, il considère en effet que l'armée est l'endroit idéal pour perfectionner son talent, puisque, s'il échoue à soigner un patient, personne ne viendra protester.
- Capitaine Stark : Stark passe l'essentiel de son temps dans l'album à être inanimé, grièvement blessé dans la bataille préliminaire. Blutch mettra ainsi au point une technique, reprise par le docteur, pour s'assurer de l'état de santé de Stark : voir si ce dernier réagit en hurlant "Chargez !" dans ses oreilles. Stark réussira à se réveiller au moment critique, et ordonnera à tous les blessés de monter sur des chevaux pour charger les Confédérés venant les attaquer. À la fin de cet album, Stark finira par sympathiser avec l'officier confédéré, buvant et rigolant avec lui. Une telle preuve d'humanité est assez exceptionnelle chez ce personnage, qui passe l'essentiel de son temps à charger sans se poser de questions.
- Général Alexander : ce vieux général avisé a les épaules solides, et sait prendre de graves décisions quand la situation s'impose. Il décide d'abandonner les blessés car il craint que les Confédérés ne viennent attaquer les rares survivants nordistes et ne les déciment. C'est ce qui le décide à envoyer les blessés à Rumberley, pensant probablement qu'ils ne rencontreront pas une grande résistance de la part de vieillards, de jeunes, et de femmes. Alexander n'est donc pas en soi un personnage sans cœur, qui abandonne ses hommes. Il se permettra même de revenir les chercher, bombardant Rumberley à coups de canons, ce qui lui vaudra d'être attaqué par ceux qu'il venait sauver.
- Capitaine d'État-Major Stephen Stilman : première apparition, assez anecdotique, de Stilman. Il n'est présent que dans les premières pages, où chacune de ses paroles est contredite par Alexander. Ce personnage deviendra une constante dans la série, et on le retrouvera dans bon nombre d'albums postérieurs.

## Analyse
Il n'est point question dans cet album, comme dans tant d'autres, de se moquer des officiers en insistant sur leur incompétence au combat. L'album se focalise ici plutôt sur d'autres aspects de la guerre, comme l'endoctrinement des soldats, ou les ravages de la guerre. En effet, dans cet album, les Nordistes et les Sudistes finissent par collaborer, travailler ensemble, et même devenir amis, comme le témoigne la brève conversation entre Stark et l'officier sudiste. C'est en définitive l'absurdité de la guerre, qui amène des gens à combattre et à mourir sans vraiment savoir pourquoi, qui est tournée en ridicule dans cet album.